# Tzermiado
Tzermiado (řecky: Τζερμιάδο) je malá vesnice na planině Lasithi na řeckém ostrově Kréta. Vesnice je centrem obce Oropedio Lasithiou a leží 50 km západně od Ágios Nikólaosu, v nadmořské výšce 800 metrů, na svazích hory Selena. Vesnice byla osídlena v 15. století. Při vykopávkách nedaleko vesnice byly objeveny pozůstatky z období mínojské civilizace. 